# دانویل (انتاریو)
دانویل، انتاریو (به انگلیسی: Dunnville, Ontario) یک منطقهٔ مسکونی در کانادا است که در انتاریو واقع شده است. دانویل ۵٫۳۹ کیلومتر مربع مساحت و ۵٬۷۵۹ نفر جمعیت دارد و ۱۸۳ متر بالاتر از سطح دریا واقع شده است.